# Granville Bantock
Sir Granville Ransome Bantock (7. august 1868 i London, England – 16. oktober 1946) var en engelsk komponist og dirigent.
Bantock studerede på Royal Academy of Music i London. begyndte at dirigere New Brighton Tower koncerterne , og dirigerede også Liverpool Orchestral society, hvor han opførte værker af komponister som Edward German, Charles Villiers Stanford og Hubert Parry.
Han uopførte også her Frederick Delius´s orkesterværk, Brigg Fair d. 18 Januar 1908.
Han har komponeret 4 symfonier, orkesterværker, operaer, vokal og kormusik.

## Udvalgte værker
- Symfoni nr. 1 "Hebridean" (Hebridisk) (1913) - for orkester
- Symfoni nr. 2 "Pagan" (Hedensk) (1927-1936) - for orkester
- Symfoni nr. 3  "Den cypriotiske gudinde" (1938-1939) - for orkester
- Symfoni nr. 4 "Keltisk" (1940) - for 6 harper, strygere og orkester
- "Elegisk digt" (1898) - for cello og orkester
- "Irans perle" (1894) - opera
- "Skotsk rapsodi" (1913) - for orkester
- "Gaelens land"  (1915) (suite) - for strygeorkester